# Salammbô
Salammbô (1862) er en historisk roman af Gustave Flaubert. Den foregår i Karthago før og under belejringen af Karthago i 240–237 f.Kr. af lejesoldater, som ikke har fået sold for at have kæmpet mod romerne i den første puniske krig kort før. Romanen beskriver lejesoldaten Mathos forelskelse i Salammbô, byens præstinde for månegudinden og datter af general Hamilcar.
Flauberts hovedkilde var første bog af Polybius' Historier, som gengives nærmest i detalje. Det var ikke en særlig godt undersøgt periode i historien og krævede derfor grundigt forarbejde fra forfatteren, der forlod realismen i Madame Bovary til fordel for blod og voldsomheder i Salammbô, hvor Matho prøver at stjæle Karthagos hellige slør og nedkæmpe sin rival Narr’Havas, en tidligere lejesoldat, som skiftede side under opstanden og også er betaget af Salammbô.
Bogen er i vid udstrækning en øvelse i sanselig og voldelig eksotisme. Den blev som Madame Bovary en bestseller og fastslog Flauberts ry.
I 1980'erne udgav den franske tegneserietegner Philippe Druillet en trilogi baseret på Flauberts roman.